# 지평선 너머 (희곡)

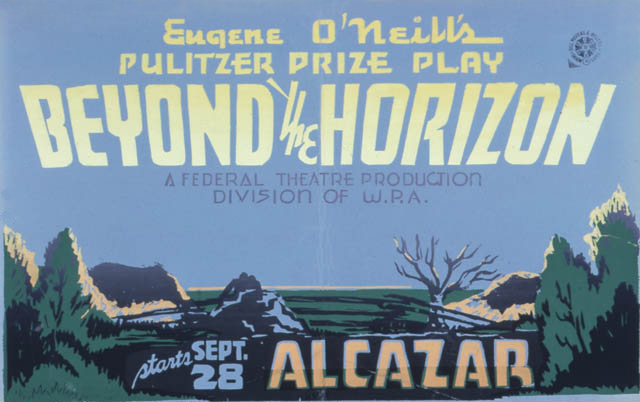

《지평선 너머》(Beyond the Horizon)는 미국의 극작가 유진 오닐이 1920년 쓴 희곡이다. 발표된 해 연극 부문으로 퓰리처상을 수상하였다. 1918년 6월 텍스트 저작권을 부여한 오닐은 1920년 초연을 위해 여러 번의 리허설을 통해 희곡을 계속 수정하였다.

## 개요
메이오가의 성향이 다른 두 형제 로버트와 앤드루, 그리고 이들과 삼각관계로 얽히게 되는 루스라는 여인의 굴곡진 삶을 그렸다. 순리를 거스른 삶의 비극적 말로를 보여 준다. 사실주의 경향이 농후한 이 작품은 유진 오닐 후기의 원숙한 비극으로 발전할 씨앗을 배태하고 있다는 평가를 받는다.

## 줄거리
메이오가 농장을 배경으로 형제의 삼각관계, 그로부터 뒤바뀐 삶, 그리고 그 말로를 그린 유진 오닐의 초기 장막극이다. 언제나 책 읽기를 좋아하고 이상을 좇아 지평선 너머의 삶을 꿈꾸는 로버트. 흙에 발붙이고 사는 농장 일에서 삶의 의미와 가치를 찾는 앤드루는 서로 다른 성향에도 우애만은 돈독했던 형제다. 하지만 이웃 농장의 루스와 삼각관계로 얽히면서 이들은 자신들의 성향과는 다른 삶으로 나아가게 된다. 로버트는 루스와 결혼해 농장에 남기로 하고, 앤드루는 실연의 아픔을 잊기 위해 농장을 떠나게 된 것이다. 이후 이들의 삶은 점점 나락으로 떨어진다. 농장 또한 점점 망가져 간다. 종막에서 로버트는 폐렴으로 죽음에 가까워진 모습이다. 루스는 가난 속에 무기력해져 있다. 사업가로 변모해 큰돈을 벌었다던 앤드루의 삶도 그리 나아 보이진 않는다. 앤드루가 밀 사업에 투자했다가 크게 망했다는 얘기를 듣고 로버트는 “농부인 형이 종잇조각으로 소맥 판매장에서 도박을 하다니”라며 앤드루야말로 “셋 중에 가장 속속들이 실패한 실패자”라고 안타까워한다.

## 평가
미국 현대 연극의 아버지라 불리는 유진 오닐에게 첫 퓰리처상 수상을 안긴 작품이다. 그의 초기작이자 첫 장편 드라마로, 이 작품이 흥행함과 동시에 퓰리처상을 수상하면서 유진 오닐이 본격적으로 명성을 얻기 시작했다. 본성에 따라 순리에 맞게 사는 삶의 중요성을 강조하고 있다. 이 작품 이후 나타나는 유진 오닐의 바다를 배경으로 한 해양극의 전형을 예고하고 있으며, 유진 오닐 후기의 원숙한 비극으로 발전할 씨앗을 배태하고 있다는 평가를 받는다.